# Thermorthemis madagascariensis
Thermorthemis madagascariensis – gatunek ważki z rodziny ważkowatych (Libellulidae).